# Кобринский, Арон Ефимович
Аро́н Ефи́мович Кобри́нский (1915—1992) — советский учёный в области точной механики и литератор, брат Натана Ефимовича Кобринского.

## Биографические вехи
Профессор. Доктор технических наук. Трудился в области точной механики и биокибернетики. Работал в Институте машиноведения. 
А. Е. Кобринский один из создателей числового программного управления (ЧПУ) станками. Участвовал в создании протеза предплечья с биоэлектрическим управлением. 
Оскорбительный для А. Е. Кобринского случай жизни затрагивается в романе Гулиа Нурбея Владимировича "Приватная жизнь профессора механики" Архивная копия от 17 октября 2008 на Wayback Machine
А. Е. Кобринский занимался и литературным творчеством. Писал рассказы в жанре фантастики. Некоторые из них были опубликованы в солидных советских журналах. 
1967 — Лауреат Государственной премии СССР.
1989 — эмигрировал в США.